# Стоун, Лоуренс
Лоуренс Стоун (англ. Lawrence Stone; 04.12.1919, Эпсом, графство Суррей, Англия — 16.06.1999, Принстон) — британо-американский историк, исследователь английской истории. 
Именной профессор Принстонского университета (1963—1990). Член Американского философского общества (1970), членкор Британской академии (1983).
В 1933-1938 годах учился в престижной Чартерхауской школе, затем в Сорбонне, а после — с того же 1938 года — в Оксфорде, — до 1940 года и в 1945-1946 годах. Работал там же в 1947-1963 годах. В годы Второй мировой войны служил в ВМФ.
В 1963—1990 годах именной профессор истории Принстонского университета.
Начинал как историк средневекового английского искусства, затем изучал Английскую революцию и был пионером такого направления новой социальной истории, как семейная история.
В 1943 г. женился на француженке.

## Произведения
- The Anatomy of the Elizabethan Aristocracy. — Economic History Review (1948) v. 18, № 1, pp. 1–53
- Будущее истории = The Future of History / Перевод к.ф.н Е.В. Ананьевой // THESIS, 1994, вып. 4.
- Causes of the English Revolution (Routledge: London, 2017) — Routledge Classics edition с предисловием Clare Jackson